# Acacias (Jalisco)
Acacias es una localidad del estado mexicano de Jalisco. Es parte del municipio de Tala.

## Demografía
| Censo | Población |
| ----- | --------- |
| 2020  | 2 101     |